# Isotopes du tantale
Le tantale (Ta, numéro atomique 73) possède 36 isotopes connus, de nombre de masse variant entre 155 et 190, ainsi que 37 isomères nucléaires. Parmi ces isotopes, seul un est stable : 181Ta, ainsi que chose unique, un isomère nucléaire : 180mTa. Ce dernier est en principe un état métastable, mais aucune désintégration n'ayant jamais été observée, il est pour l'instant considéré comme stable. On lui attribue une masse atomique standard de 180,947 88(2) u.
Parmi les 35 radioisotopes artificiels connus, ceux à la plus longue demi-vie sont 179Ta (1,82 année), 182Ta (114,43 jours), 183Ta (5,1 jours) et 177Ta (56,56 heures). Tous les autres ont une demi-vie inférieure à jour, et la plupart inférieure à une heure.
Parmi les nombreux isomères nucléaires, le plus stable, en dehors de 180mTa, est 178m1Ta (demi-vie de 2,36 heures).
Les radioisotopes les plus légers (A ≤ 164) se désintègrent soit par émission de positron (β+) en isotopes de l'hafnium, soit par émission α en isotopes du lutécium, dans des proportions très variables selon les isotopes. Les radioisotopes plus lourds (165 ≤A ≤ 178) se désintègrent par émission de positron (β+) en isotopes de l'hafnium, et enfin 179mTa et 180Ta se désintègrent eux principalement par capture électronique (également en isotopes de l'hafnium). Les radioisotopes plus lourds que 181Ta se désintègrent tous par désintégration β− en isotopes du tungstène.

## Isotopes notables

### Tantale naturel
Le tantale est le seul élément pour lequel un isomère nucléaire se trouve à l'état naturel en tant que nucléide primordial ; 180m1Ta est cependant très minoritaire.
| Isotope | Abondance (pourcentage molaire) |
| ------- | ------------------------------- |
| 180m1Ta | 0,012 (2) %                     |
| 181Ta   | 99,988 (2) %                    |

### Tantale 180m
Le tantale 180m (180mTa) est un isomère nucléaire du tantale. C'est le seul exemple d'isomère nucléaire considéré comme stable, et qu'on trouve naturellement présent dans la nature (à l'exception de nucléides cosmogéniques et radiogéniques de courte vie). C'est également le plus rare nucléide primordial de l'univers observé pour un élément ayant des isotopes stables. Il peut théoriquement se désintégrer de trois façons : transition isomérique vers son état fondamental 180Ta, désintégration β− en 180Ta ou capture électronique en 180Hf, mais aucune désintégration selon n'importe lequel de ces trois modes n'a jamais été observée. Il est donc pour l'instant considéré comme stable, seule une limite basse à sa demi-vie, 1 × 1015 années ayant été postulée. Sa désintégration extrêmement lente est attribuée à son très grand spin (-9) alors que celui de son état fondamental est faible (+1). Une désintégration gamma ou bêta requerrait donc beaucoup d'unité de moment angulaire pour être effectuée en une étape, rendant le processus extrêmement lent.
Ce phénomène d'un état métastable plus stable que son état fondamental est relativement rare, un autre exemple est le cas de l'américium 242m1 (242m1Am), avec une demi-vie de 141 ans, quand son état fondamental 242Am a une demi-vie de seulement 16 heures. Ici, l'état fondamental, 180Ta, a une demi-vie de 8 heures.

### Tantale 181
Le tantale 181 (181Ta) est l'isotope du tantale dont le noyau est constitué de 73 protons et de 108 neutrons. C'est le seul isotope stable du tantale, avec l'isomère nucléaire 180mTa observé stable. Comme tous les noyaux plus lourds que ceux du zirconium, il est cependant théoriquement instable, et est soupçonné de pouvoir se désintégrer par émission α en 177Lu.
Le tantale 181 a été proposé comme composé pour une bombe salée (engin nucléaire conçu pour maximiser les retombées radioactives). Il s'agit dans ce cas d'envelopper une bombe thermonucléaire avec du 181Ta ; ce dernier, irradié par le flux intense de neutrons à haute énergie issus de l'explosion thermonucléaire, se transmuterait en 182Ta, un radioisotope avec une demi-vie de 114,43 jours, produisant une rayonnement gamma d'environ 1,12 MeV, accroissant ainsi significativement les retombées radioactives d'une telle arme. Aucune arme de cette nature n'a jamais été construite, testée ou utilisée.

## Table des isotopes
| Symbole de l'isotope | Z (p)                | N (n)                | Masse isotopique (u) | Demi-vie               | Mode(s) de désintégration, | Isotope(s)-fils | Spin nucléaire |
| Symbole de l'isotope | Énergie d'excitation | Énergie d'excitation | Énergie d'excitation | Demi-vie               | Mode(s) de désintégration, | Isotope(s)-fils | Spin nucléaire |
| -------------------- | -------------------- | -------------------- | -------------------- | ---------------------- | -------------------------- | --------------- | -------------- |
| 155Ta                | 73                   | 82                   | 154,97459(54)#       | 13(4) µs [12(+4−3) µs] |                            |                 | (11/2−)        |
| 156Ta                | 73                   | 83                   | 155,97230(43)#       | 144(24) ms             | β+ (95,8 %)                | 156Hf           | (2−)           |
| 156Ta                | 73                   | 83                   | 155,97230(43)#       | 144(24) ms             | p (4,2 %)                  | 155Hf           | (2−)           |
| 156mTa               | 102(7) keV           | 102(7) keV           | 102(7) keV           | 0,36(4) s              | p                          | 155Hf           | 9+             |
| 157Ta                | 73                   | 84                   | 156,96819(22)        | 10,1(4) ms             | α (91 %)                   | 153Lu           | 1/2+           |
| 157Ta                | 73                   | 84                   | 156,96819(22)        | 10,1(4) ms             | β+ (9 %)                   | 157Hf           | 1/2+           |
| 157m1Ta              | 22(5) keV            | 22(5) keV            | 22(5) keV            | 4,3(1) ms              |                            |                 | 11/2−          |
| 157m2Ta              | 1593(9) keV          | 1593(9) keV          | 1593(9) keV          | 1,7(1) ms              | α                          | 153Lu           | (25/2−)        |
| 158Ta                | 73                   | 85                   | 157,96670(22)#       | 49(8) ms               | α (96 %)                   | 154Lu           | (2−)           |
| 158Ta                | 73                   | 85                   | 157,96670(22)#       | 49(8) ms               | β+ (4 %)                   | 158Hf           | (2−)           |
| 158mTa               | 141(9) keV           | 141(9) keV           | 141(9) keV           | 36,0(8) ms             | α (93%)                    | 154Lu           | (9+)           |
| 158mTa               | 141(9) keV           | 141(9) keV           | 141(9) keV           | 36,0(8) ms             | TI                         | 158Ta           | (9+)           |
| 158mTa               | 141(9) keV           | 141(9) keV           | 141(9) keV           | 36,0(8) ms             | β+                         | 158Hf           | (9+)           |
| 159Ta                | 73                   | 86                   | 158,963018(22)       | 1,04(9) s              | β+ (66 %)                  | 159Hf           | (1/2+)         |
| 159Ta                | 73                   | 86                   | 158,963018(22)       | 1,04(9) s              | α (34 %)                   | 155Lu           | (1/2+)         |
| 159mTa               | 64(5) keV            | 64(5) keV            | 64(5) keV            | 514(9) ms              | α (56 %)                   | 155Lu           | (11/2−)        |
| 159mTa               | 64(5) keV            | 64(5) keV            | 64(5) keV            | 514(9) ms              | β+ (44 %)                  | 159Hf           | (11/2−)        |
| 160Ta                | 73                   | 87                   | 159,96149(10)        | 1,70(20) s             | α                          | 156Lu           | (2#)−          |
| 160Ta                | 73                   | 87                   | 159,96149(10)        | 1,70(20) s             | β+                         | 160Hf           | (2#)−          |
| 160mTa               | 310(90)# keV         | 310(90)# keV         | 310(90)# keV         | 1,55(4) s              | β+ (66 %)                  | 160Hf           | (9)+           |
| 160mTa               | 310(90)# keV         | 310(90)# keV         | 310(90)# keV         | 1,55(4) s              | α (34 %)                   | 156Lu           | (9)+           |
| 161Ta                | 73                   | 88                   | 160,95842(6)#        | 3# s                   | β+ (95 %)                  | 161Hf           | 1/2+#          |
| 161Ta                | 73                   | 88                   | 160,95842(6)#        | 3# s                   | α (5 %)                    | 157Lu           | 1/2+#          |
| 161mTa               | 50(50)# keV          | 50(50)# keV          | 50(50)# keV          | 2,89(12) s             |                            |                 | 11/2−#         |
| 162Ta                | 73                   | 89                   | 161,95729(6)         | 3,57(12) s             | β+ (99,92 %)               | 162Hf           | 3+#            |
| 162Ta                | 73                   | 89                   | 161,95729(6)         | 3,57(12) s             | α (0,073 %)                | 158Lu           | 3+#            |
| 163Ta                | 73                   | 90                   | 162,95433(4)         | 10,6(18) s             | β+ (99,8 %)                | 163Hf           | 1/2+#          |
| 163Ta                | 73                   | 90                   | 162,95433(4)         | 10,6(18) s             | α (0,2 %)                  | 159Lu           | 1/2+#          |
| 164Ta                | 73                   | 91                   | 163,95353(3)         | 14,2(3) s              | β+                         | 164Hf           | (3+)           |
| 165Ta                | 73                   | 92                   | 164,950773(19)       | 31,0(15) s             | β+                         | 165Hf           | 5/2−#          |
| 165mTa               | 60(30) keV           | 60(30) keV           | 60(30) keV           |                        |                            |                 | 9/2−#          |
| 166Ta                | 73                   | 93                   | 165,95051(3)         | 34,4(5) s              | β+                         | 166Hf           | (2)+           |
| 167Ta                | 73                   | 94                   | 166,94809(3)         | 1,33(7) min            | β+                         | 167Hf           | (3/2+)         |
| 168Ta                | 73                   | 95                   | 167,94805(3)         | 2,0(1) min             | β+                         | 168Hf           | (2−, 3+)       |
| 169Ta                | 73                   | 96                   | 168,94601(3)         | 4,9(4) min             | β+                         | 169Hf           | (5/2+)         |
| 170Ta                | 73                   | 97                   | 169,94618(3)         | 6,76(6) min            | β+                         | 170Hf           | (3)(+#)        |
| 171Ta                | 73                   | 98                   | 170,94448(3)         | 23,3(3) min            | β+                         | 171Hf           | (5/2−)         |
| 172Ta                | 73                   | 99                   | 171,94490(3)         | 36,8(3) min            | β+                         | 172Hf           | (3+)           |
| 173Ta                | 73                   | 100                  | 172,94375(3)         | 3,14(13) h             | β+                         | 173Hf           | 5/2−           |
| 174Ta                | 73                   | 101                  | 173,94445(3)         | 1,14(8) h              | β+                         | 174Hf           | 3+             |
| 175Ta                | 73                   | 102                  | 174,94374(3)         | 10,5(2) h              | β+                         | 175Hf           | 7/2+           |
| 176Ta                | 73                   | 103                  | 175,94486(3)         | 8,09(5) h              | β+                         | 176Hf           | (1)−           |
| 176m1Ta              | 103,0(10) keV        | 103,0(10) keV        | 103,0(10) keV        | 1,1(1) ms              | TI                         | 176Ta           | (+)            |
| 176m2Ta              | 1372,6(11)+X keV     | 1372,6(11)+X keV     | 1372,6(11)+X keV     | 3,8(4) µs              |                            |                 | (14−)          |
| 176m3Ta              | 2820(50) keV         | 2820(50) keV         | 2820(50) keV         | 0,97(7) ms             |                            |                 | (20−)          |
| 177Ta                | 73                   | 104                  | 176,944472(4)        | 56,56(6) h             | β+                         | 177Hf           | 7/2+           |
| 177m1Ta              | 73,36(15) keV        | 73,36(15) keV        | 73,36(15) keV        | 410(7) ns              |                            |                 | 9/2−           |
| 177m2Ta              | 186,15(6) keV        | 186,15(6) keV        | 186,15(6) keV        | 3,62(10) µs            |                            |                 | 5/2−           |
| 177m3Ta              | 1355,01(19) keV      | 1355,01(19) keV      | 1355,01(19) keV      | 5,31(25) µs            |                            |                 | 21/2−          |
| 177m4Ta              | 4656,3(5) keV        | 4656,3(5) keV        | 4656,3(5) keV        | 133(4) µs              |                            |                 | 49/2−          |
| 178Ta                | 73                   | 105                  | 177,945778(16)       | 9,31(3) min            | β+                         | 178Hf           | 1+             |
| 178m1Ta              | 100(50)# keV         | 100(50)# keV         | 100(50)# keV         | 2,36(8) h              | β+                         | 178Hf           | (7)−           |
| 178m2Ta              | 1570(50)# keV        | 1570(50)# keV        | 1570(50)# keV        | 59(3) ms               |                            |                 | (15−)          |
| 178m3Ta              | 3000(50)# keV        | 3000(50)# keV        | 3000(50)# keV        | 290(12) ms             |                            |                 | (21−)          |
| 179Ta                | 73                   | 106                  | 178,9459295(23)      | 1,82(3) a              | CE                         | 179Hf           | 7/2+           |
| 179m1Ta              | 30,7(1) keV          | 30,7(1) keV          | 30,7(1) keV          | 1,42(8) µs             |                            |                 | (9/2)−         |
| 179m2Ta              | 520,23(18) keV       | 520,23(18) keV       | 520,23(18) keV       | 335(45) ns             |                            |                 | (1/2)+         |
| 179m3Ta              | 1252,61(23) keV      | 1252,61(23) keV      | 1252,61(23) keV      | 322(16) ns             |                            |                 | (21/2−)        |
| 179m4Ta              | 1317,3(4) keV        | 1317,3(4) keV        | 1317,3(4) keV        | 9,0(2) ms              | TI                         | 179Ta           | (25/2+)        |
| 179m5Ta              | 1327,9(4) keV        | 1327,9(4) keV        | 1327,9(4) keV        | 1,6(4) µs              |                            |                 | (23/2−)        |
| 179m6Ta              | 2639,3(5) keV        | 2639,3(5) keV        | 2639,3(5) keV        | 54,1(17) ms            |                            |                 | (37/2+)        |
| 180Ta                | 73                   | 107                  | 179,9474648(24)      | 8,152(6) h             | CE (86 %)                  | 180Hf           | 1+             |
| 180Ta                | 73                   | 107                  | 179,9474648(24)      | 8,152(6) h             | β− (14 %)                  | 180W            | 1+             |
| 180m1Ta              | 77,1(8) keV          | 77,1(8) keV          | 77,1(8) keV          | Observé stable         | Observé stable             | Observé stable  | 9−             |
| 180m2Ta              | 1452,40(18) keV      | 1452,40(18) keV      | 1452,40(18) keV      | 31,2(14) µs            |                            |                 | 15−            |
| 180m3Ta              | 3679,0(11) keV       | 3679,0(11) keV       | 3679,0(11) keV       | 2,0(5) µs              |                            |                 | (22−)          |
| 180m4Ta              | 4171,0+X keV         | 4171,0+X keV         | 4171,0+X keV         | 17(5) µs               |                            |                 | (23,24,25)     |
| 181Ta                | 73                   | 108                  | 180,9479958(20)      | Observé stable         | Observé stable             | Observé stable  | 7/2+           |
| 181m1Ta              | 6,238(20) keV        | 6,238(20) keV        | 6,238(20) keV        | 6,05(12) µs            |                            |                 | 9/2−           |
| 181m2Ta              | 615,21(3) keV        | 615,21(3) keV        | 615,21(3) keV        | 18(1) µs               |                            |                 | 1/2+           |
| 181m3Ta              | 1485(3) keV          | 1485(3) keV          | 1485(3) keV          | 25(2) µs               |                            |                 | 21/2−          |
| 181m4Ta              | 2230(3) keV          | 2230(3) keV          | 2230(3) keV          | 210(20) µs             |                            |                 | 29/2−          |
| 182Ta                | 73                   | 109                  | 181,9501518(19)      | 114,43(3) j            | β−                         | 182W            | 3−             |
| 182m1Ta              | 16,263(3) keV        | 16,263(3) keV        | 16,263(3) keV        | 283(3) ms              | TI                         | 182Ta           | 5+             |
| 182m2Ta              | 519,572(18) keV      | 519,572(18) keV      | 519,572(18) keV      | 15,84(10) min          |                            |                 | 10−            |
| 183Ta                | 73                   | 110                  | 182,9513726(19)      | 5,1(1) j               | β−                         | 183W            | 7/2+           |
| 183mTa               | 73,174(12) keV       | 73,174(12) keV       | 73,174(12) keV       | 107(11) ns             |                            |                 | 9/2−           |
| 184Ta                | 73                   | 111                  | 183,954008(28)       | 8,7(1) h               | β−                         | 184W            | (5−)           |
| 185Ta                | 73                   | 112                  | 184,955559(15)       | 49,4(15) min           | β−                         | 185W            | (7/2+)#        |
| 185mTa               | 1308(29) keV         | 1308(29) keV         | 1308(29) keV         | >1 ms                  |                            |                 | (21/2−)        |
| 186Ta                | 73                   | 113                  | 185,95855(6)         | 10.5(3) min            | β−                         | 186W            | (2−, 3−)       |
| 186mTa               |                      |                      |                      | 1,54(5) min            |                            |                 |                |
| 187Ta                | 73                   | 114                  | 186,96053(21)#       | 2# min [>300 ns]       | β−                         | 187W            | 7/2+#          |
| 188Ta                | 73                   | 115                  | 187,96370(21)#       | 20# s [>300 ns]        | β−                         | 188W            |                |
| 189Ta                | 73                   | 116                  | 188,96583(32)#       | 3# s [>300 ns]         |                            |                 | 7/2+#          |
| 190Ta                | 73                   | 117                  | 189,96923(43)#       | 0,3# s                 |                            |                 |                |

1. ↑  En gras pour les isotopes avec des demi-vies plus grandes que l'âge de l'univers (presque stables).
2. ↑  Abréviations :
CE : capture électronique ;
TI : transition isomérique.
3. ↑  Isotopes stables en gras.
4. ↑  Seul isomère nucléaire observé stable, soupçonné de pouvoir se désintégrer par transition isomérique en 180Ta, émission β− en 180W, ou capture électronique en 180Hf avec une demi-vie supérieure à 1,2 × 1015 années.
5. ↑  Soupçonné de pouvoir se désintégrer par émission α en 177Lu.

### Remarques
- Les valeurs marquées # ne sont pas purement dérivées des données expérimentales, mais aussi au moins en partie à partir des tendances systématiques. Les spins avec des arguments d'affectation faibles sont entre parenthèses.
- Les incertitudes sont données de façon concise entre parenthèses après la décimale correspondante. Les valeurs d'incertitude dénotent un écart-type, à l'exception de la composition isotopique et de la masse atomique standard de l'IUPAC qui utilisent des incertitudes élargies.